# Stefan Rettenegger
Stefan Rettenegger (ur. 3 lutego 2002) – austriacki kombinator norweski, trzykrotny medalista mistrzostw świata, sześciokrotny medalista mistrzostw świata juniorów, dwukrotny złoty medalista zimowych igrzysk olimpijskich młodzieży w kombinacji norweskiej (2020).

## Kariera
Po raz pierwszy na arenie międzynarodowej pojawił się 29 sierpnia 2014 roku w Oberstdorfie, gdzie w zawodach dzieci zajął czwarte miejsce. W 2020 roku wystąpił na mistrzostwach świata juniorów w Oberwisenthal, gdzie razem z kolegami z reprezentacji zdobył złoty medal w sztafecie. Podczas rozgrywanych rok później mistrzostw świata juniorów w Lahti był trzeci w zawodach metodą Gundersena na 10 km oraz drugi w sztafecie mieszanej. W 2022 roku na mistrzostwach świata juniorów w Zakopanem zwyciężył w zawodach metodą Gundersena na 10 km, wraz z kolegami z reprezentacji zajął trzecie miejsce w sztafecie oraz był trzeci w sztafecie mieszanej.
W zawodach Pucharu Świata zadebiutował 31 stycznia 2020 roku w Seefeld, gdzie zajął 40. miejsce w Gundersenie. Pierwsze pucharowe punkty zdobył 19 grudnia 2020 roku w Ramsau, gdzie był dwudziesty  w Gundersenie.
Jego brat, Thomas Rettenegger, także uprawia kombinację norweską.

## Osiągnięcia

### Mistrzostwa świata
| Miejsce | Dzień     | Rok  | Miejscowość | Konkurencja                    | Wynik zwycięzcy | Strata  | Zwycięzca          |
| ------- | --------- | ---- | ----------- | ------------------------------ | --------------- | ------- | ------------------ |
| 7.      | 25 lutego | 2023 | Planica     | Gundersen HS102/10 km          | 24:36,3         | +48,6   | Jarl Magnus Riiber |
| 3.      | 26 lutego | 2023 | Planica     | Sztafeta mieszana HS102/4x5 km | 37:38,2         | +1:00,0 | Norwegia           |
| 3.      | 1 marca   | 2023 | Planica     | Sztafeta HS138/4x5 km          | 47:20,4         | +9,3    | Norwegia           |
| 5.      | 4 marca   | 2023 | Planica     | Gundersen HS138/10 km          | 23:42,6         | +1:10,2 | Jarl Magnus Riiber |
| 3.      | 28 lutego | 2025 | Trondheim   | Sztafeta mieszana HS102/4x5 km | 38:32,6         | +1:55,1 | Norwegia           |
| 8.      | 1 marca   | 2025 | Trondheim   | Kompakt HS102/7,5 km           | 17:13,4         | +28,2   | Jarl Magnus Riiber |
| 16.     | 8 marca   | 2025 | Trondheim   | Gundersen HS138/10 km          | 24:57,5         | +3:04,3 | Jarl Magnus Riiber |

### Mistrzostwa świata juniorów
| Miejsce | Dzień     | Rok  | Miejscowość    | Konkurencja                       | Wynik zwycięzcy | Strata  | Zwycięzca          |
| ------- | --------- | ---- | -------------- | --------------------------------- | --------------- | ------- | ------------------ |
| 6.      | 4 marca   | 2020 | Oberwiesenthal | Gundersen HS105/10 km             | 24:00,1         | +2:17,1 | Jens Lurås Oftebro |
| 1.      | 8 marca   | 2020 | Oberwiesenthal | Sztafeta HS105/4x5 km             | 47:23,5         | -       | -                  |
| 3.      | 11 lutego | 2021 | Lahti          | Gundersen HS100/10 km             | 26:24,3         | +55,9   | Johannes Lamparter |
| 2.      | 12 lutego | 2021 | Lahti          | Sztafeta mieszana HS100/4x3,75 km | 41:29,1         | +4,0    | Norwegia           |
| 1.      | 2 marca   | 2022 | Zakopane       | Gundersen HS105/10 km             | 23:30,9         | -       | -                  |
| 3.      | 4 marca   | 2022 | Zakopane       | Sztafeta mieszana HS105/4x3,75 km | 41:11,8         | +26,6   | Niemcy             |
| 3.      | 5 marca   | 2022 | Zakopane       | Sztafeta HS105/4x5 km             | 54:28,9         | +50,8   | Finlandia          |

### Zimowe igrzyska olimpijskie młodzieży
| Miejsce | Dzień       | Rok  | Miejscowość        | Konkurencja             | Wynik zwycięzcy | Strata | Zwycięzca |
| ------- | ----------- | ---- | ------------------ | ----------------------- | --------------- | ------ | --------- |
| 1.      | 18 stycznia | 2020 | Lozanna / Prémanon | Gundersen HS90/6 km     | 14:45,8         | -      | -         |
| 1.      | 20 stycznia | 2020 | Lozanna / Prémanon | skoki drużyn mieszanych | 986,4 pkt       | -      | -         |

### Puchar Świata

#### Miejsca w klasyfikacji generalnej
- sezon 2019/2020: niesklasyfikowany
- sezon 2020/2021: 34.
- sezon 2021/2022: 28.
- sezon 2022/2023: 12.
- sezon 2023/2024: 2.
- sezon 2024/2025: 7.

#### Miejsca na podium chronologicznie
| Nr  | Data              | Miejscowość | Konkurencja              | Wynik zwycięzcy | Pozycja | Strata      | Zwycięzca          |
| --- | ----------------- | ----------- | ------------------------ | --------------- | ------- | ----------- | ------------------ |
| 1.  | 26 listopada 2023 | Ruka        | Start masowy HS142/10 km | 173,8 pkt       | 3.      | -28,1 pkt   | Jarl Magnus Riiber |
| 2.  | 16 grudnia 2023   | Ramsau      | Kompakt HS98/7,5 km      | 17:09,6 min     | 3.      | +1,9 s      | Johannes Lamparter |
| 3.  | 13 stycznia 2024  | Oberstdorf  | Gundersen HS106/10 km    | 25:21,0 min     | 3.      | +3,3 s      | Jarl Magnus Riiber |
| 4.  | 14 stycznia 2024  | Oberstdorf  | Kompakt HS106/7,5 km     | 18:43,9 min     | 2.      | +2,2 s      | Jarl Magnus Riiber |
| 5.  | 27 stycznia 2024  | Schonach    | Gundersen HS100/10 km    | 22:41,7 min     | 2.      | +1:13,8 min | Jarl Magnus Riiber |
| 6.  | 28 stycznia 2024  | Schonach    | Gundersen HS100/10 km    | 23:42,5 min     | 3.      | +53,5 s     | Jarl Magnus Riiber |
| 7.  | 4 lutego 2024     | Seefeld     | Gundersen HS109/12,5 km  | 34:39,8 min     | 3.      | +37,6 s     | Jarl Magnus Riiber |
| 8.  | 11 lutego 2024    | Otepää      | Gundersen HS97/10 km     | 22:41,0 min     | 2.      | +39,8 s     | Jarl Magnus Riiber |
| 9.  | 3 marca 2024      | Lahti       | Gundersen HS130/10 km    | 23:04,9 min     | 2.      | +0,1 s      | Johannes Lamparter |
| 10. | 9 marca 2024      | Oslo        | Gundersen HS134/10 km    | 23:51,0 min     | 2.      | +1:33,5 min | Jarl Magnus Riiber |
| 11. | 17 marca 2024     | Trondheim   | Gundersen HS138/10 km    | 22:32,0 min     | 2.      | +9,2 s      | Johannes Lamparter |

### Puchar Kontynentalny

#### Miejsca w klasyfikacji generalnej
- sezon 2018/2019: 51.
- sezon 2019/2020: 36.
- sezon 2020/2021: 25
- sezon 2021/2022: 27.

#### Miejsca na podium chronologicznie
| Nr | Data             | Miejscowość | Konkurencja              | Wynik zwycięzcy | Pozycja | Strata    | Zwycięzca      |
| -- | ---------------- | ----------- | ------------------------ | --------------- | ------- | --------- | -------------- |
| 1. | 22 lutego 2020   | Eisenerz    | Start masowy HS109/10 km | 117,0 pkt       | 3.      | -20,1 pkt | Jakob Lange    |
| 2. | 22 stycznia 2021 | Eisenerz    | Gundersen HS109/10 km    | 22:43,4 min     | 1.      | -         | -              |
| 3. | 23 stycznia 2021 | Eisenerz    | Gundersen HS109/10 km    | 24:22,9 min     | 2.      | +21,5 s   | Espen Andersen |
| 4. | 18 lutego 2022   | Eisenerz    | Gundersen HS109/10 km    | 24:00,1 min     | 2.      | +14,4 s   | Lukas Klapfer  |
| 5. | 20 lutego 2022   | Eisenerz    | Gundersen HS109/10 km    | 23:49,4 min     | 1.      | -         | -              |

### Letnie Grand Prix

#### Miejsca w klasyfikacji generalnej
- 2019: (50.)[9]
- 2021: (13.)[10]
- 2022: 3. (4.)[11]
- 2023: (19.)[12]
- 2024: (9.)[13]

#### Miejsca na podium chronologicznie
| Nr | Data            | Miejscowość | Konkurencja           | Wynik zwycięzcy | Pozycja | Strata | Zwycięzca     |
| -- | --------------- | ----------- | --------------------- | --------------- | ------- | ------ | ------------- |
| 1. | 4 września 2021 | Villach     | Gundersen HS98/10 km  | 21:47,9         | 3.      | +25,8  | Ilkka Herola  |
| 2. | 4 września 2022 | Tschagguns  | Gundersen HS108/10 km | 21:00,4         | 2.      | +3,8   | Eero Hirvonen |
| 3. | 3 września 2023 | Villach     | Gundersen HS98/10 km  | 21:54,3         | 2.      | +0,5   | Ilkka Herola  |